# Erastria decrepitaria
Erastria decrepitaria là một loài bướm đêm trong họ Geometridae.